# Machimaho: I Messed Up and Made the Wrong Person Into a Magical Girl!
Machimaho: I Messed Up and Made the Wrong Person Into a Magical Girl! (яп. 間違った子を魔法少女にしてしまった Матигатта ко о махо: сё:дзё ни ситэ симатта, букв. «Ох, не ту девушку я превратил в волшебницу»), также кратко Machimaho (яп. マチマホ Матимахо) — манга, написанная и проиллюстрированная Сорю. Публикуется в цифровом журнале манги Kurage Bunch издательства Shinchosha с октября 2016 года и по состоянию на январь 2025 года издана в тринадцати томах-танкобонах.

## Синопсис
Мю (яп. ミュ), хранитель Вселенной из волшебной страны, прибывает на Землю с целью защитить планету от вторжения демонов атасунмо и найти достойного кандидата для превращения в девушку-волшебницу. Спасаясь от демона, Мю наделяет волшебными силами первую повстречавшуюся ему старшеклассницу Каё Мадзибу — внешне милую и красивую девушку, которая побеждает демона голыми руками. Далее выясняется, что за обманчивой внешностью Каё скрывается грубая и дерзкая хулиганка, которая часто прогуливает уроки, сквернословит, курит и не боится избегать драк, тем самым отличаясь от стандартных представлениях об образе девушки-волшебницы. Даже будучи волшебницей, Каё не слишком заинтересована в победе над демонами, и Мю отчаянно пытается уговорить её начать действовать.

## Медиа

### Манга
Machimaho: I Messed Up and Made the Wrong Person Into a Magical Girl!, написанная и проиллюстрированная мангакой под псевдонимом Сорю, публикуется в цифровом журнале манги Kurage Bunch издательства Shinchosha с 7 октября 2016 года. До официального запуска серии ранние иллюстрации манги публиковались Сорю в социальной сети «Твиттер» и на сайте Pixiv. К январю 2025 года главы манги были скомпонованы в тринадцать томов-танкобонов.
В марте 2018 года американское издательство Seven Seas Entertainment объявило о приобретении прав на публикацию манги на английском языке. Во Франции правами на публикацию Machimaho обладает издательство Akata, выпускающая её под названием Magical Girl Holy Shit (в переводе с англ. — «Охрененная девушка-волшебница»)  в серии комиксов WTF?!.

#### Список томов
| №  | Дата публикации    | ISBN                   |
| -- | ------------------ | ---------------------- |
| 01 | 9 мая 2017 г.      | ISBN 978-4-1077-1974-4 |
| 02 | 8 сентября 2017 г. | ISBN 978-4-1077-2006-1 |
| 03 | 9 марта 2018 г.    | ISBN 978-4-1077-2057-3 |
| 04 | 9 июля 2018 г.     | ISBN 978-4-1077-2097-9 |
| 05 | 7 декабря 2018 г.  | ISBN 978-4-1077-2141-9 |
| 06 | 9 мая 2019 г.      | ISBN 978-4-1077-2187-7 |
| 07 | 9 сентября 2019 г. | ISBN 978-4-1077-2215-7 |
| 08 | 9 апреля 2020 г.   | ISBN 978-4-1077-2273-7 |
| 09 | 9 сентября 2020 г. | ISBN 978-4-1077-2318-5 |
| 10 | 8 мая 2021 г.      | ISBN 978-4-1077-2389-5 |
| 11 | 8 января 2022 г.   | ISBN 978-4-1077-2463-2 |
| 12 | 8 августа 2023 г.  | ISBN 978-4-1077-2633-9 |
| 13 | 8 января 2025 г.   | ISBN 978-4-1077-2786-2 |

### Промовидео
В ознаменование выпуска в сентябре 2019 года седьмого и в апреле 2020 года восьмого томов манги на YouTube были выпущены два рекламных видеоролика. Роли Каё Мадзибы, Мю и демона атасунмо озвучила сэйю Аянэ Сакура.

## Приём
В феврале 2018 года манга заняла шестое место в рейтинге «Комиксы 2018 года, рекомендованные сотрудниками национальных книжных магазинов» интернет-магазина Honya Club. К марту 2018 года совокупный тираж манги составил 300 тысяч проданных копий. На апрель 2020 года совокупный тираж манги составляет 700 тысяч проданных копий.
В путеводителе по манге осени 2018 года сайта Anime News Network Фэй Хоппер, Эми Макналти, Ребекка Сильверман и Тереза Наварро провели обзор первого тома манги. Обозреватели отметили пародию на жанр махо-сёдзё и качество иллюстраций, однако раскритиковали первый том за повторяющиеся шутки и сюжетные ходы.